# Aga Khan IV
Aga Khan IV, vlastním jménem Karim al-Husayni (13. prosince 1936 Ženeva – 4. února 2025 Lisabon) byl britský obchodník, filantrop, šlechtic a náboženský vůdce pákistánského původu. Od roku 1957 byl čtyřicátým devátým imámem nizárijské větve ismá'ílíjského islámu. Počet stoupenců nizárismu se odhaduje na patnáct milionů lidí.
Narodil se jako nejstarší syn Aly Khana (odvozujícího svůj původ od vládců Fátimovského chalífátu) a britské šlechtičny Joan Yarde-Bullerové. Studoval ve Švýcarsku na Institut Le Rosey a v roce 1959 absolvoval obor orientální historie na Harvardově univerzitě. Téhož roku v Keni založil mediální koncern Nation Media Group.
Časopis Forbes ho zařadil mezi deset nejbohatších panovníků světa a odhadl jeho majetek na 800 milionů dolarů. Jeho hlavní rezidencí je Aiglemont ve francouzské Pikardii, je také majitelem soukromého ostrova Bell Island na Bahamách. 
Počátkem 60. let 20. století  skoupil rozsáhlé pozemky severně od města Olbia na Sardínii  a posléze investoval do hotelových a zábavních komplexů pro movité klienty
Založil organizaci Aga Khan Development Network, financující rozvoj vzdělání a zdravotnictví v rozvojových zemích, provozuje také privátní Aga Khan University. V Torontu založil muzeum muslimského umění. Z jeho iniciativy se od roku 1977 uděluje Aga Khan Award for Architecture.
Jeho první manželkou byla v letech 1969 až 1995 britská modelka Sarah Frances Croker-Poole. Druhou manželkou byla v letech 1998 až 2011 německá právnička Gabriele Renate Homey. Je otcem čtyř dětí.
Na Zimních olympijských hrách 1964 reprezentoval Írán v alpském lyžování. Obsadil 59. místo ve sjezdu a 53. místo v obřím slalomu. Je také majitelem dostihové stáje, jeho kůň Harzand vyhrál v roce 2016 Epsom Derby.
Zemřel 4. února 2025 v Lisabonu ve věku osmaosmdesáti let.